# María Lugones
María Lugones (née le 26 janvier 1944 et morte le 14 juillet 2020) est une philosophe féministe argentine. Elle est connue pour les thèses qu'elle développe sur le thème de la colonialité du genre latino-américain.

## Biographie
María Lugones est née dans les pampas de l'Argentine. Son père est le fils d'un métayer et sa mère est la fille d'immigrants catalans. Les parents de son père sont métayers dans une province de Buenos Aires, Los Toldos. Les deux familles sont extrêmement pauvres et luttent pour joindre les deux bouts.
Elle obtient son baccalauréat universitaire dans le domaine de la philosophie à l'université de Californie à Los Angeles avec la mention magna cum laude. En 1973, elle obtient son Master of Arts dans le département de philosophie de l'université du Wisconsin à Madison. Peu de temps après, en 1978, elle obtient son doctorat à la faculté de philosophie du département de sciences politiques avec une thèse sur la moralité et les relations publiques de l'université de Wisconsin-Madison.
Elle est professeur associé de littérature comparée et de philosophie, d'interprétation de la culture et de la philosophie, et des Women's studies à université d'État de New-York. Elle développe l'idée de la colonialité du genre, un système binaire de genre hétérosexuel dans lequel il existe différentes hiérarchies de pouvoir et dans lequel l'homosexualité ou la transidentité ne sont pas reconnues et qui a été imposé par la colonisation aux sociétés non-occidentales,,,,,.

## Travaux publiés
Ses travaux publiés comprennent : 
- Heterosexualism in the Colonial/modern Gender system - Hypatia vol 22 no 1 (hiver 2007)
- Problems of translation in Postcolonial Thinking - Anthropology News. April 2003. avec Joshua Price.
- The Inseparability of race, class, and gender - Latino Studies Journal. Vol. I #1, automne 2003. avec Joshua Price.
- Peregrinajes/Pilgrimages: Theorizing Coalition Against Multiple Oppressions - New York: Rowman & Littlefield Press, 2003.
- Impure Communities - in Diversity and Community: An Interdisciplinary Reader, édité par Philip Anderson. 2002. Oxford: Blackwell.
- On Maria Pia Lara's Moral Structures - Hypatia, automne 2000.
- Wicked Caló: A Matter of the Authority of Improper Words - In Feminist Interpretations of Mary Daly. Édité par Marilyn Frye et Sarah Lucia Hoagland. Penn State University Press, 2000.
- Tenuous Connections in Impure Communities - Journal of Environmental Ethics, 1999.
- The Discontinuous Passing of the Cachapera/Tortillera from the barrio to the bar to the Movement - In Daring To Be Good: Feminist Essays in Ethico-Politics. Édité par Ami Bar-On et Aim Ferguson. New York: Routledge, 1998.
- Motion, Stasis, and Resistance to Interlocked Oppressions - In Making Worlds: Gender, Metaphor, Materiality. Édité par Susan Hardy Aiken, et al. Tucson: The University of Arizona Press. 1998.
- Enticements and Dangers of Community for a Radical Politics - In Blackwell Companion to Feminist Philosophy. Édité par Iris Young et Alison Jaggar. Oxford: Blackwell Publishers, 1998.
- Hard to Handle Anger - In Overcoming Racism and Sexism. Rowman & Littlefield, 1996.
- Colonialidad y género - Tabula Rasa. Bogotá - Colombie, No.9: 73-101, juillet-décembre 2008